# André Boman
André Boman, född 15 november 2001, är en svensk fotbollsspelare som spelar för Halmstads BK. 

## Karriär
Boman spelade för Lilla Träslövs FF i Division 4 2017. 2018 gick han till Varbergs BoIS. I mars 2019 flyttades Boman upp i A-laget. Boman gjorde sin Superettan-debut den 20 juli 2019 i en 1–0-förlust mot Dalkurd FF, där han blev inbytt i den 78:e minuten mot Erion Sadiku.
I juni 2019 skrev Varbergs BoIS på ett samarbetsavtal med Varbergs GIF, vilket gjorde att Boman kunde representera den senare klubben på lån under säsongen 2019. Säsongen 2020 spelade Boman två matcher för Varbergs BoIS i Allsvenskan samt 13 matcher och två mål på lån i Varbergs GIF. Säsongen 2021 var han utlånad till Ullareds IK.
I december 2022 värvades Boman av IF Elfsborg, där han skrev på ett femårskontrakt. I juli 2024 lånades Boman ut till Halmstads BK på ett låneavtal över resten av säsongen. I december 2024 blev han klar för en permanent övergång till Halmstads BK och skrev på ett treårskontrakt med klubben.

## Landslagskarriär
Boman debuterade för Sveriges landslag den 9 januari 2023 i januariturnéns första match mot Finland.